# 扇町 (弘前市)
扇町（おうぎまち）は、平成に入ってから成立した青森県弘前市の地名。郵便番号は036-8104。

## 地理
- 国道7号弘前バイパス沿い西側に位置する町で、平成に入ってから成立した比較的新しい町。
- 一丁目から三丁目まであり、当地のほとんどが弘前オフィスアルカディアという商業施設群である
- 北は豊田、東から東南・南西にかけて門外、南は小比内字狐森、東は小比内三・五丁目に接する。

## 沿革
- 1990年代 - 成立。

## 名前の由来
- 津軽為信の幼名、扇から。[2]
- オフィスアルカディアが扇のように広がるように。[2]

## 施設

### 弘前オフィスアルカディア
- 弘前脳卒中センター
- 共立設備工業
- ショウエー弘前
- 凸版メディア・アルカディアオフィス
- バイタルネット弘前支社
- 青森綜合警備保障弘前支社
- 日本アクセス弘前南MDセンター
- 三菱マテリアル資源開発環境エネルギーセンター
- 健生病院（津軽保健生活協同組合）
- 株式会社ファルマ

## 小・中学校の学区
市立小・中学校に通う場合、学区は以下の通りとなる。
| 町丁       | 番・番地 | 小学校             | 中学校             |
| ---------- | -------- | ------------------ | ------------------ |
| 扇町一丁目 | 全域     | 弘前市立堀越小学校 | 弘前市立第五中学校 |
| 扇町二丁目 | 全域     | 弘前市立堀越小学校 | 弘前市立第五中学校 |
| 扇町三丁目 | 全域     | 弘前市立堀越小学校 | 弘前市立第五中学校 |

## 交通
- 弘南鉄道弘南線運動公園前駅